# 糙芒薹草
糙芒薹草（学名：Carex teres）是莎草科薹草属的植物。分布在东喜马拉雅山以及中国大陆的西藏等地，生长于海拔3,050米的地区，见于林间空地潮湿处，目前尚未由人工引种栽培。